# Ulica Hugona Kołłątaja we Wrocławiu
Ulica Hugona Kołłątaja – jedna z ulic Przedmieścia Świdnickiego we Wrocławiu.
Ulica Kołłątaja została wytyczona w roku 1823 po zburzeniu kilka lat wcześniej fortyfikacji miejskich. 19 października tegoż roku nadano jej nazwę Neue Taschenstraße (po polsku Nowa Sakwowa), gdyż była przedłużeniem w kierunku południowym ulicy Taschenstraße, czyli dzisiejszej ulicy Piotra Skargi. Początkowo kończyła swój bieg na skrzyżowaniu z ulicą Neue Tauentzienstraße (dzisiejszą ul. Kościuszki) i była zabudowana w niewielkim stopniu. Ożywienie w inwestycjach budowlanych wniosło otwarcie w pobliżu dworca Kolei Górnośląskiej. Pod koniec lat pięćdziesiątych XIX w. została przedłużona w kierunku południowym do skrzyżowania z Gartenstraße (ul. Piłsudskiego), osiągając tym samym ostateczną długość, którą zachowała do dziś.
W drugiej połowie XIX w. została w całości zabudowana luksusowymi kamienicami czynszowymi. Niektóre z nich, jak zachowany do dziś dom nr 31-33, noszą cechy architektury pałacowej. Oprócz kamienic czynszowych w zabudowie ulicy wyróżniały się także hotele. Ze względu na bliskość dworca na przełomie XIX i XX w. działało ich kilka, m.in. pod nr 15 Reichshof w latach 1877–1919 noszący nazwę Kaiserhof, pod nr 14 Breslauer Hof, pod nr 10 Dresdner Hof i Hansa hotel pod nr 25, a także dwa schroniska prowadzone przez organizacje chrześcijańskie.
W roku 1945 znaczna część zabudowy legła w gruzach. Wśród nowych budynków wzniesionych głównie w latach pięćdziesiątych swoją architekturą wyróżnia się Mezonetowiec z dwupoziomowymi mieszkaniami zaprojektowany przez zespół Jadwigi Grabowskiej-Hawrylak.